# Eisenbahnunfall von Hachiōji
Der Eisenbahnunfall von Hachiōji (jap. 八高線列車正面衝突事故, Hachikō-sen ressha shōmen shōtotsu jiko, „Frontalzusammenstoß auf der Hachikō-Linie“) am 27. August 1945 war ein Frontalzusammenstoß zweier Züge auf einer Brücke, bei dem 105 Menschen starben.

## Ausgangslage
Das Kriegsende war in greifbarer Nähe, die Kapitulation Japans erfolgte am 2. September, und beide Züge waren mit bereits demobilisierten Soldaten und aus der Evakuierung heimkehrenden Menschen überfüllt. 
Die Hachikō-Linie quert zwischen den Bahnhöfen Komiya und Hachiōji, westlich von Tokyo, den Fluss Tama und war in diesem Abschnitt damals nur eingleisig ausgebaut. Der Tama führte aufgrund heftiger Regenfälle Hochwasser und war aus dem Flussbett getreten. 

## Unfallhergang

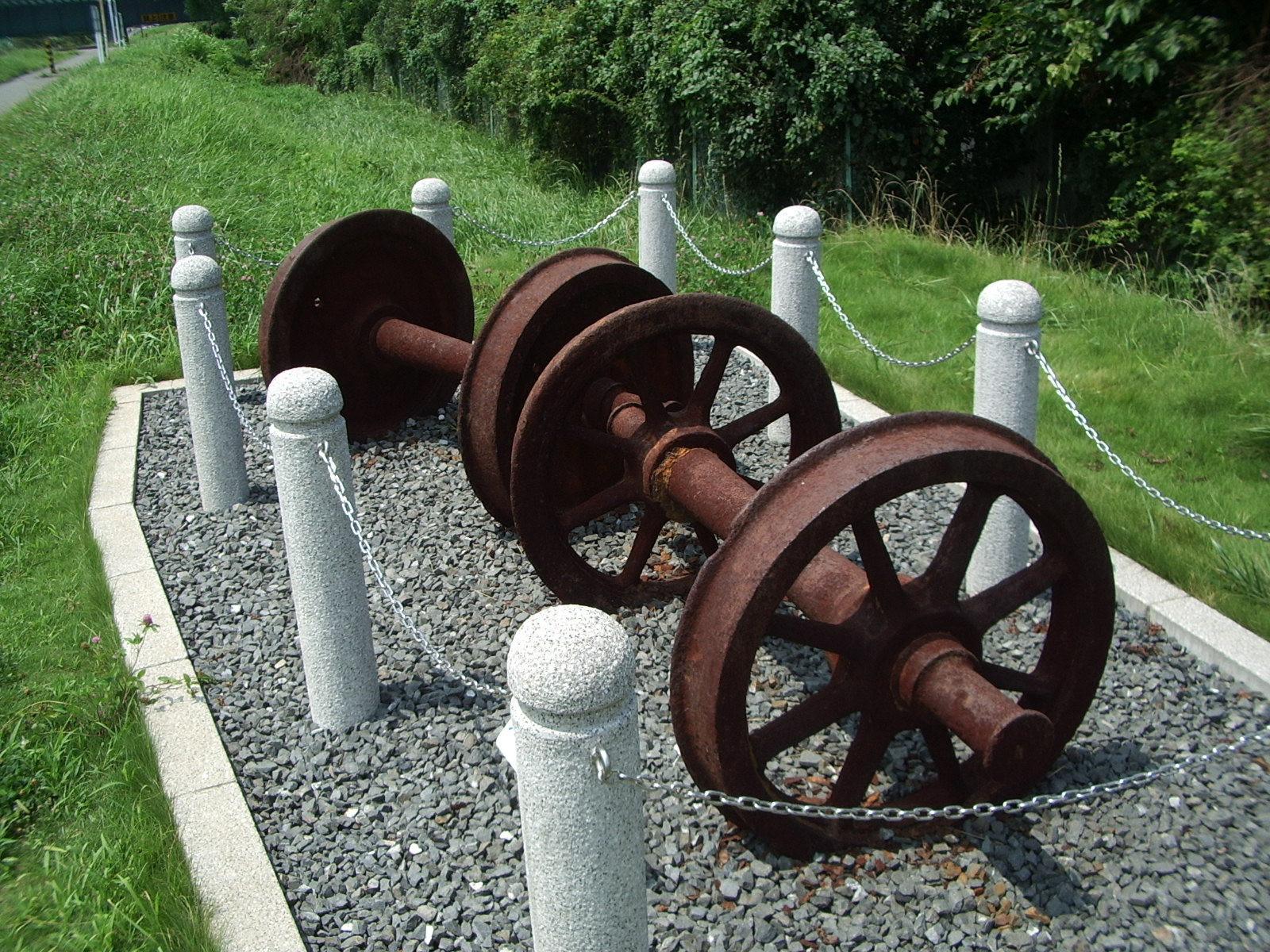
Mahnmal am Unfallort

Nach einem Blitzschlag waren die Signalanlagen der Strecke und die Kommunikation zwischen den Bahnhöfen gestört. Ohne die in einem solchen Fall erforderlichen Sicherheitsmaßnahmen zu beachten, schickten die beiden unerfahrenen Fahrdienstleiter der Bahnhöfe Komiya und Hachiōji gegenläufig jeweils einen Zug, bestehend aus je einer Lokomotive und fünf Personenwagen, auf die Strecke. Die Frontalkollision ereignete sich um 7:40 Uhr auf der Brücke über den Tama. Beide Züge stürzten in den Fluss.

## Folgen
105 Menschen starben, 67 wurden darüber hinaus verletzt.